# Bloch: Bauchgefühl
Bauchgefühl ist ein deutscher Fernsehfilm von Franziska Meletzky aus dem Jahr 2009. Es ist die fünfzehnte Episode der Fernsehreihe Bloch.
Maximilian Bloch muss sich dieses Mal um eine magersüchtige Patientin kümmern, was ihm sein eigenes Problem, die Esssucht, vor Augen führt.

## Handlung
Maximilian Bloch wird von Petra Engelhardt gebeten, sich um ihre magersüchtige Tochter zu kümmern. Seit drei Jahren nimmt Jana immer mehr ab, sodass sie mittlerweile einen bedrohlichen Gesundheitszustand erreicht hat. Zögernd willigt Jana ein, sich einer Therapie zu unterziehen. Sie leugnet Essstörungen zu haben und selbst vor dem Spiegel meint sie noch zu fett zu sein. Bloch versucht ihr zunächst Appetit auf Essen zu machen und geht mit ihr in ein nobles Restaurant. Während er zügig aufgegessen hat, gibt Jana an, das Ganze genießen zu wollen, dabei lässt sie die meisten Bissen heimlich in einer Serviette verschwinden. Er kann aber erst mit seiner Therapie beginnen, wenn sie wieder richtig isst und ein normales Körpergewicht erreicht hat. Da er mit ihr diesbezüglich nicht so recht weiter kommt, bittet er seine Freundin Clara, Jana mit in „ihre“ Suppenküche für Obdachlose mitzunehmen. Dort findet sie einen Leidensgenossen, der seine Anorexia nervosa bereits überwunden hat und ihr Mut macht.
Nur langsam entdeckt Bloch, was hinter den Problemen stecken könnte. Jana hatte eine Freundin Melli, die ihr sehr viel bedeutete. Vor genau drei Jahren starb diese an Magersucht. Er spricht mit Jana darüber, und beide halten es eigentlich für unsinnig, dass sie sich nach einem Zustand sehnt, an welchem ihre Freundin gestorben ist. Janas Mutter ist eher der Meinung, dass alles mit ihrem Freund Frank angefangen hätte. Die Besorgnis der Eltern ist allerdings auch ein Grund für Janas Flucht in die Krankheit. Ihre Mutter will sie überbehüten, während ihr Vater ihr zu wenig Freiräume lässt. Bei einem Arbeitsessen muss sich Jana beispielsweise vor den Gästen versteckt halten, weil ihrem Vater ihr Anblick peinlich ist.
Als das regelmäßige Essen und die Gesellschaft in der Suppenküche erste Erfolge bringen und Jana drei Kilogramm zugenommen hat, ist sie entsetzt und rennt nachhause. Sofort bemüht sie sich, die „Kilos“ gleich wieder abzutrainieren und will nicht mehr zu Bloch in die Therapie gehen. Ihr Vater besteht darauf, dass sie sich dann in eine Klinik begebe. Doch schon am ersten Tag rennt sie dort wieder weg. Noch am gleichen Tag ruft ihr Freund Frank bei Bloch an, da Jana total entkräftet zusammengebrochen ist. Dabei stellt sich heraus, dass Frank der Vater von Melli ist und Jana ihn regelmäßig besucht. Sie weigert sich, zurück in die Klinik zu gehen, da alle dort aussehen würden wie Melli.
Bloch stellt fest, dass Janas eigenartige Beziehung zu dem wesentlich älteren und herzkranken Frank ihr nicht gut tut. Als dieser ins Krankenhaus muss und sie ihn sofort besucht, macht er ihr Vorwürfe, dass sie sich kaum noch um ihn kümmern würde. Bloch will mit ihm reden und merkt dabei, dass er seine Tochter Melli in Jana sieht und damit ist dem Therapeuten klar, dass dies der Auslöser für Janas Krankheit ist. Solange sie ihm zuliebe die Rolle von Melli einnimmt, wird der Teufelskreis nicht zu durchbrechen sein. Da Jana erneut die Therapie abbricht, veranlasst Bloch, dass sie in ein Krankenhaus gebracht und zwangsernährt wird. Dort spricht er noch einmal mit ihr und erfährt nun, dass Jana sich die Schuld an Mellis Tod gibt, weil sie ihre Freundin veranlasst hatte, abzunehmen und diese dann nicht mehr aufhören konnte. Danach hatte sie Angst, dass auch Mellis Vater etwas zustoßen könnte, und hat deshalb versucht, ihm die Tochter zu ersetzen. Da auch Jana einsieht, dass es so nicht weiter geht, verabschiedet sie sich von Frank und setzt die Therapie bei Bloch fort.

## Hintergrund
Bauchgefühl ist eine Koproduktion des Südwestfunk und des Westdeutschen Rundfunks und wurde zusammen mit Maran Film vom 26. März 2008 bis zum 26. April 2008 in Köln und Umgebung gedreht. Der Film entstand nach einer Konzeption von Peter Märthesheimer und Pea Fröhlich und wurde am 3. Juni 2009 im Rahmen der ARD-Reihe „FilmMittwoch im Ersten“ zum ersten Mal zur Hauptsendezeit gesendet.

## Rezeption

### Einschaltquote
Der Film wurde bei seiner Erstausstrahlung am 3. Juni 2009 von 4,22 Millionen Zuschauern gesehen, was einem Marktanteil von 15,6 Prozent entsprach.

### Kritiken
Rainer Tittelbach von tittelbach.tv urteilte: „Wäre der Film von Franziska Meletzky nicht aus der Reihe ‚Bloch‘, er hätte gut auch ‚Jana‘ heißen können. Auch wenn der Psychologe sich in ‚Bauchgefühl‘ (die ersten 10 Minuten) mit sich selbst konfrontiert sieht, so ist doch seine Patientin die Person, die die Emotionen fast 90 Minuten lang auf sich zieht. Für Zuschauer mit großer Empathie-Bereitschaft kann dieser Film zur Tortur werden. Es ist die nervöse Fahrigkeit, der Suchtcharakter, der Mitleid erregt. Und es ist die authentische Wucht Maria Kwiatkowskys, das Bild gewordene Leiden ihrer krankhaft hageren Jana, das einen stärker als in anderen ‚Bloch‘-Episoden die Konventionen der TV-Reihe und die dramaturgischen Krücken (zur Erklärung der Krankheit) vergessen lässt.“
Tilmann P. Gangloff meint bei Kino.de zu diesem Film: „Es ist Autor Marco Wiersch ganz vorzüglich gelungen, die Modekrankheit von allen Klischees zu befreien. Mit Hinweisen auf vermittelte Schönheitsideale (‚Germany's Next Topmodel‘) hält er sich gar nicht erst auf. Regisseurin Franziska Meletzky wiederum erzählt die Geschichte als fesselnden Zweikampf zwischen zwei starken Persönlichkeiten. […] Weniger gelungen sind Entwurf und Führung der Nebenfiguren. Janas Vater (Lutz Blochberger) ist ein karrierefixierter Ignorant, ihre Mutter (Margarita Broich) nervt schon allein deshalb, weil sie in Stresssituationen reflexartig Locken dreht. Umso besser sind die Szenen von Therapeut und Patientin, zumal die Bildgestaltung (Hubert Schick) immer wieder die verquere Perspektive Janas übernimmt.“
Die TV Spielfilm vergab für den Film die bestmögliche Wertung, den Daumen nach oben, und urteilt knapp: „Starke Therapie.“